# Estación Granai
La Estación Granai es una estación de la línea 7 del servicio de Transmetro. Se encuentra ubicada sobre el anillo periférico y 22 avenida de la zona 11, en frente de las colonias Granai Townson 1 y 2. Fue inaugurado el 6 de febrero de 2020 por el alcalde Ricardo Quiñonez.